# Journée de la femme digitale
Vous pouvez aider à l'améliorer ou bien discuter des problèmes sur sa page de discussion.
- Sa typographie ne respecte pas les conventions de Wikipédia. Vous pouvez solliciter de l’aide de l’Atelier typographique. (Marqué depuis mars 2022)
- Son ton est trop promotionnel ou publicitaire, voire hagiographique. Le texte doit adopter un ton neutre et encyclopédique. (Marqué depuis novembre 2021)

Pour les articles homonymes, voir JFD.
Join Forces & Dare (anciennement Journée de la femme digitale) est un mouvement de promotion, valorisation et d'accélération de la représentation des femmes dans le secteur numérique. Le mouvement se matérialise notamment par des événements, un accélérateur de croissance des femmes dans le numérique[C'est-à-dire ?] et un réseau en Europe, en Afrique et au Canada.
Depuis 2013, le mouvement est dirigé par Delphine Remy-Boutang.

## Événements
La JFD est un événement annuel en Europe et en Afrique qui rassemble des femmes actives dans le domaine du numérique. Son but est d'encourager les femmes à entreprendre dans ce domaine.

### Éditions 2013 à 2018: en France
La 1re édition de la JFD a eu lieu le 8 mars 2013 au palais Brongniart, avec des conférences sur le thème « osez, innovez, entreprenez ! »,,. Elle accueille 380 personnes et dix-huit intervenants, entrepreneurs, dirigeants ou cadres, venant d’Inde, des États-Unis ou de France. L’observatoire Orange-Terrafemina y révèle les résultats de son étude sur les femmes et le numérique,,.
La 2e édition de la JFD s'est tenue le 7 mars 2014 au palais Brongniart autour du thème « changer le futur », valorisant les femmes qui réforment leur entreprise pour favoriser le numérique. L’entrepreneuriat, l’intrapreneuriat et l'objectif de persuader sont à l’affiche de cette journée, où 27 intervenants prennent la parole sur la numérisation de l’éducation, de la gestion d'entreprise, de l’innovation et de la recherche de financements.
La 3e édition a eu lieu le 13 mars 2015 au Palais Brongniart autour du thème « adoptez la digitale attitude ! ». Elle reçoit le soutien de la femme politique Axelle Lemaire et rassemble 37 intervenants autour de tester des choses nouvelles. Une étude menée avec Capgemini Consulting sur le thème « Les femmes, l’audace et le digital » explore le positionnement des femmes dans un cadre professionnel avec une présence croissante du numérique,.
La 4e édition a lieu le 10 mars 2016 aux Folies bergère autour du thème « rencontrer le futur ». La French tech et Capgemini Consulting mènent pour cette édition l’étude : « Le digital, quelles nouvelles perspectives pour les femmes ? ». 56% des personnes sondées considèrent ainsi que pour réussir dans le numérique, savoir réseauter est très important. De ce constat naît le JFD Connect (qui devient par la suite le JFD Club), inauguré en 2016 par Marlène Schiappa, alors Secrétaire d'État chargée de l'égalité entre les femmes et les hommes et de la lutte contre les discriminations : un réseau professionnel destiné aux femmes actives dans le numérique. Delphine Ernotte-Cunci, PDG de France Télévisions, en est la marraine,,.
La 5e édition a lieu le 9 mars 2017. Elle réunit 10'000 participants et 60 intervenants, parmi lesquels Delphine Ernotte-Cunci, Constance le Grip, Sarah Ourahmoune, Stéphane Pallez ainsi que cinquante partenaires à la Cité de la mode et du design,. Une étude en partenariat avec le cabinet de consultants Roland Berger est à cette occasion menée : « Le digital, un levier pour l’égalité professionnelle entre femmes et hommes »,,,,.
La 6e édition se déroule le 17 avril 2018 à la Maison de la radio à Paris. Cette édition marrainée par Stéphane Pallez, PDG de la Française des jeux, a pour thème « Pour un monde meilleur : le temps de l’action ». Mounir Mahjoubi, Secrétaire d’État au numérique et Marlène Schiappa, sont invités d’honneur.
L’étude en partenariat avec Capgemini Consulting et la French tech identifie en cinq étapes (apprendre, créer, financer, conduire, diriger) des pistes de solutions aux obstacles que  les femmes peuvent rencontrer dans leur parcours professionnel.
Parmi les intervenants, des cheffes et chefs d'entreprise tels que Nathalie Balla, Fabienne Dulac, Delphine Ernotte, Elisabeth Moreno ou encore François Gay-Bellile et Sébastien Missoffe abordent notamment les sujets de l'Intelligence artificielle, de l'éducation, de la diversité, de l'entrepreneuriat, de l'intrapreneuriat et de l'innovation,.

### Dès 2019: en France et en Afrique
En 2019, la Journée de la femme digitale se déroule également en Afrique, premier continent de l’entrepreneuriat féminin dans le monde, où les nouvelles technologies se développent considérablement. La JFD veut bâtir des ponts entre les femmes entrepreneuses africaines et européennes. Elle reviendra ensuite annuellement sur le continent africain.

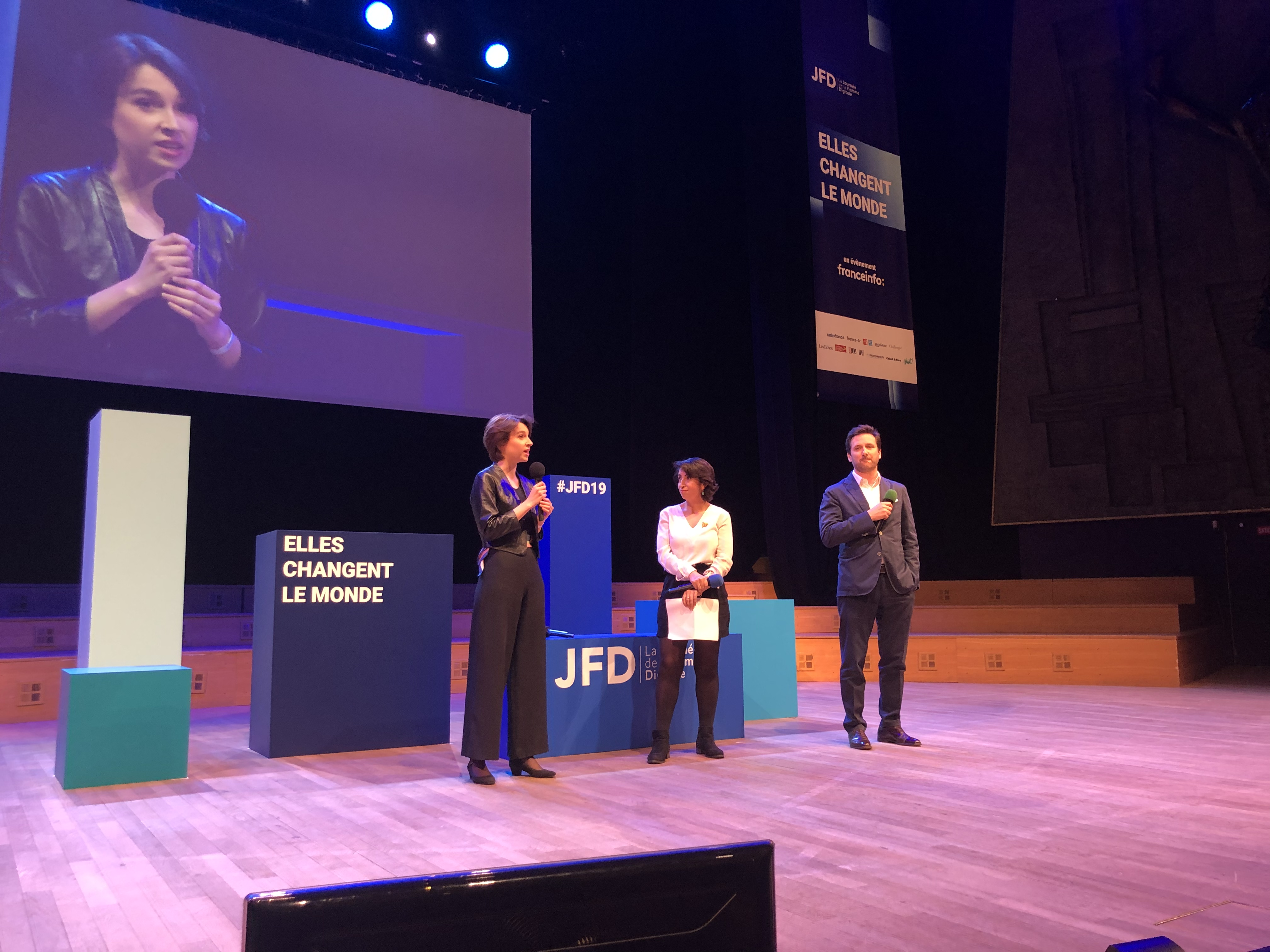
Dalila Kerchouche et Clotilde Chevet à la JFD 2019 à Paris.

#### JFD Europe 2019
Le 16 avril 2019, veille de la JFD 2019, se tient le cocktail de lancement de l’événement à l’hôtel de Matignon à l’initiative et en présence du premier ministre Édouard Philippe, de Marlène Schiappa et du Secrétaire d’État chargé du numérique, Cédric O.
Le 17 avril se tient la 7e édition de la JFD à la Maison de la radio en partenariat avec Franceinfo et marrainée par Anne Rigail, sous le thème « elles changent le monde ». Elle est suivie par 560'000 auditeurs, participants et téléspectateurs.

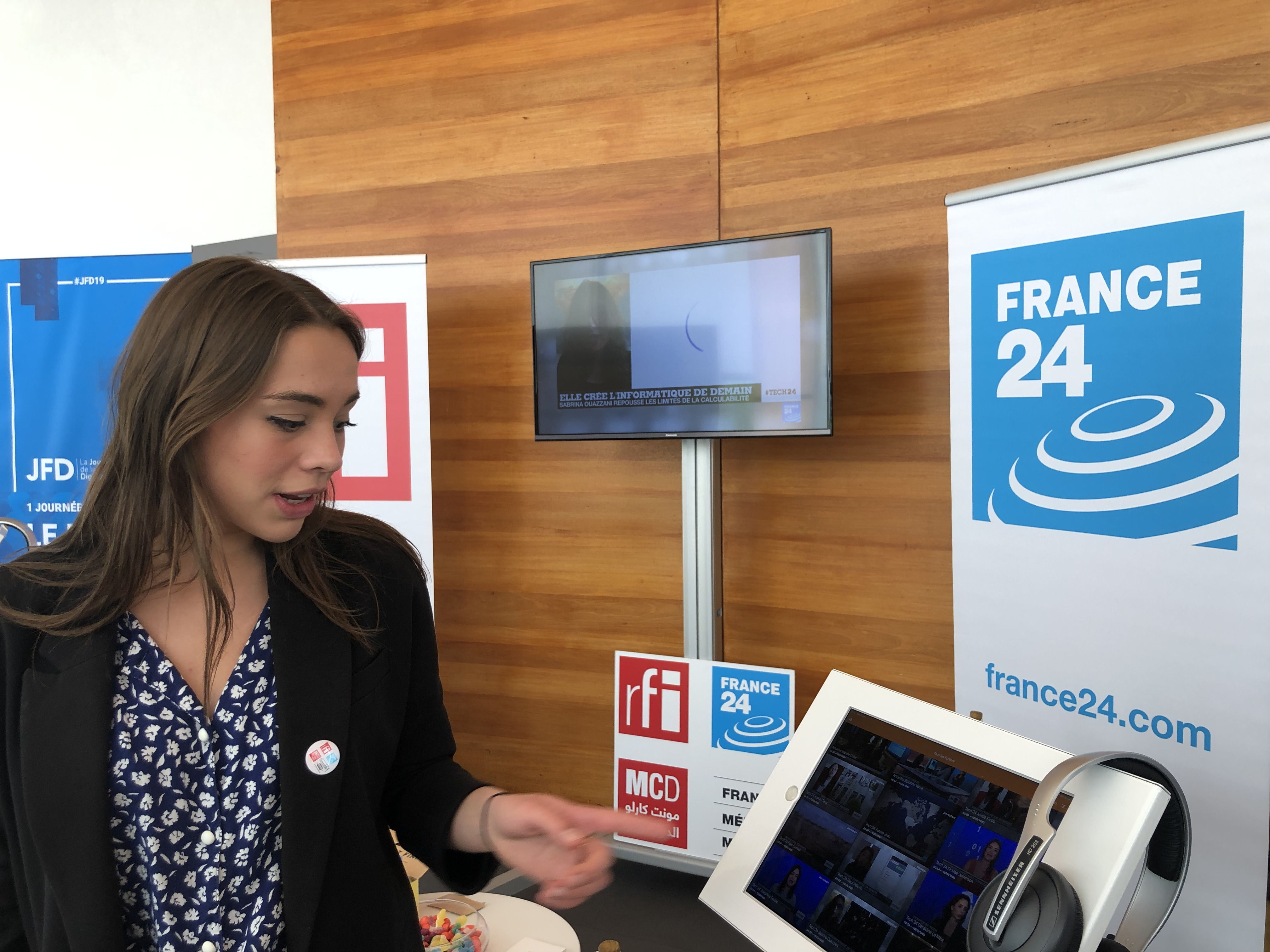
Pauline Gibert de France Médias Monde à la JFD 2019.

Coréalisée avec Capgemini Invent France, l’étude « elles changent le monde », se concentre sur trois facteurs : la confiance, la formation, le financement. Elle révèle des enseignements et des actions concrètes pour améliorer la représentation des femmes dans le numérique et l’entrepreneuriat.
En 2019, la JFD publie également son « manifeste pour un monde digital inclusif », signé par une quinzaine de grands groupes qui se sont fixés des objectifs de mixité et de féminisation des métiers du numérique.
Enfin, la JFD constitue un comité réunissant des personnes de la société civile, de la politique et des universités qui analysent l'efficacité des actions menées[réf. nécessaire].

#### JFD Afrique 2019
Le 13 juin 2019, la Journée de la femme digitale se déroule également au Pullman Dakar Teranga, au Sénégal. Premier pays d'Afrique à accueillir la JFD, le Sénégal multiplie en effet les initiatives et les investissements dans le numérique et Dakar alors fait partie du « top 10 des villes les plus high-tech » du continent. Elle accueille 650 participants et 50 intervenants, entrepreneurs du numérique venant du Cameroun, d’Afrique du Sud, du Mali, du Nigeria, Tchad, Bénin, Togo ou de Côte d’Ivoire. Profitant de sa présence au Sénégal, la JFD organise une journée de découverte de l'entrepreneuriat numérique sénégalais.

#### Édition 2020 en ligne
Du fait de la pandémie de Covid-19, l'édition 2020 de la JFD se déroule entièrement en ligne. Elle réunit 12 500 spectateurs le 21 avril à la cérémonie de remise du prix les Margaret et près de 3300 internautes à la JFD Afrique du 2 juillet.

#### JFD Europe 2021
La 9e édition de la JFD Europe se déroule le 8 mars sous forme d'une cérémonie digitale. A cette occasion, les lauréates 2021 du prix les Margaret sont révélées, sous le patronage du président français Emmanuel Macron.

#### JFD Afrique 2021
Le 23 mars 2021, la JFD ouvre son premier accélérateur de croissance[C'est-à-dire ?] en Afrique, à Libreville au Gabon. Le lieu est dédié aux femmes entrepreneurs et propose des formations, des évènements, des rencontres internationales, des facilités à l’accès au financement.

## JFD Club
Lancé en 2016, marrainé par Delphine Ernotte-Cunci PDG de France Télévisions, le JFD Club est une initiative qui vise à réunir les femmes travaillant dans le domaine des nouvelles technologies afin de favoriser leur influence au sein des organisations et de renforcer ce secteur. Le réseau compte 400 femmes qui se réunissent chaque mois autour d’événements.
Depuis octobre 2019, le JFD Club est également présent à Libreville au Gabon. Ce premier bureau du JFD Club en Afrique est dirigé par Camélia Ntoutoume.

## Prix Margaret
Le prix Margaret, créé en 2014, rend hommage à Margaret Hamilton, informaticienne à la NASA ayant contribué aux premiers pas de l’Homme sur la Lune,. Chaque année, le prix Margaret récompense ainsi quatre femmes que la JFD considère être « engagées pour un monde meilleur » : 
1. une Margaret entrepreneur Europe,
2. une Margaret entrepreneur Afrique,
3. une Margaret intrapreneur Europe,
4. une Margaret intrapreneur Afrique[42].

À partir de l'année 2020, deux prix « juniors » sont également créés, qui récompensent une Margaret Afrique et une Margaret Europe entre 7 et 18 ans,,. En 2021, la JFD lance la première édition du prix les Margaret juniors, sous le patronage de Jean-Michel Blanquer, ministre de l’éducation nationale, de la jeunesse et des sports. Une démarche qui vise à démystifier les filières technologiques et numériques auprès des jeunes filles.
| Edition | Catégorie                                 | Nom                    | Titre                                                                                              | Entreprise                                                           |
| ------- | ----------------------------------------- | ---------------------- | -------------------------------------------------------------------------------------------------- | -------------------------------------------------------------------- |
| 2014    | Margaret                                  | Nathalie Andrieux      | Directrice Générale                                                                                | Geolid                                                               |
| 2015    | Margaret                                  | Marie Ekeland          | Fondatrice                                                                                         | Daphni                                                               |
| 2016    | Margaret Intrapreneur                     | Magali Théveniault     | Directrice secteur travel & Hospitality                                                            | Capgemini Consulting                                                 |
| 2016    | Margaret Entrepreneur                     | Véronique Morali       | Présidente du directoire                                                                           | Webedia                                                              |
| 2017    | Margaret Intrapreneur                     | Roxanne Varza          | Directrice Fondatrice                                                                              | Station F, StartHer                                                  |
| 2017    | Margaret Entrepreneur                     | Josephine Goube        | CEO                                                                                                | TechFugees                                                           |
| 2018    | Margaret Intrapreneur                     | Siham Laux             | CEO, Fondatrice                                                                                    | Ôfildesvoisins, Groupe La Poste                                      |
| 2018    | Margaret Entrepreneur                     | Lucie Basch            | Cofondatrice et directrice                                                                         | Too Good to Go                                                       |
| 2018    | Coup de Cœur                              | Céline Bardet          | Fondatrice                                                                                         | We are not Weapons of War                                            |
| 2019    | Margaret Europe                           | Julie Davico-Pahin     | Cofondatrice et Co-CEO                                                                             | Ombrea                                                               |
| 2019    | Margaret Afrique                          | Arielle Kitio Tsamo    | CEO                                                                                                | Caysti                                                               |
| 2019    | Margaret d'Honneur                        | Rebecca Enonchong      | Fondatrice et CEO                                                                                  | AppsTech                                                             |
| 2019    | Margaret Coup de Coeur                    | Diariata N’Diaye       | Fondatrice et CEO                                                                                  | App-Elles                                                            |
| 2020    | Margaret Entrepreneur Europe              | Aline Muylaert         | Cofondatrice                                                                                       | CitizenLab                                                           |
| 2020    | Margaret Entrepreneur Afrique             | Jacqueline Mukarukundo | Cofondatrice                                                                                       | Wastezon                                                             |
| 2020    | Margaret Intrapreneur Europe              | Karen Vernet           | Directrice du développement e-Commerce                                                             | Printemps.com                                                        |
| 2020    | Margaret Intrapreneur Afrique             | Vanessa Moungar        | Directrice dep. genre, femmes et société civile                                                    | Banque Africaine de Développement                                    |
| 2020    | Margaret d'Honneur                        | Afua Osei              | Cofondatrice                                                                                       | She Leads Africa                                                     |
| 2020    | Prix spécial du jury                      | Anastasia Mikova       | Journaliste et Réalisatrice                                                                        |                                                                      |
| 2021    | Margaret Entrepreneur Europe              | Linnéa Kornehed        | Cofondatrice                                                                                       | Einride                                                              |
| 2021    | Margaret Entrepreneur Afrique             | Nneile Nkholise        | Cofondatrice                                                                                       | 3DIMO                                                                |
| 2021    | Margaret Intrapreneur Europe              | Elham Kashefi          | Professeure d’informatique quantique à l’Université d’Edimbourg et directrice de recherche au CNRS |                                                                      |
| 2021    | Margaret Intrapreneur Afrique             | Eloho Omame            | Cofondatrice                                                                                       | FirstCheck Africa                                                    |
| 2021    | Margaret Junior Europe                    | Louise Lesueur         | 11 ans - projet Together!                                                                          |                                                                      |
| 2021    | Margaret Junior Afrique                   | Xaviera Kowo           | 18 ans - programmeuse                                                                              |                                                                      |
| 2021    | Coup de coeur du Jury les Margaret Junior | Manon Van Hoorebeke    | 17 ans - programmeuse                                                                              |                                                                      |
| 2021    | Coup de coeur du Jury les Margaret Junior | Rose Tuo               | 15 ans - projet X-Market                                                                           |                                                                      |
| 2022    | Margaret Entrepreneur Europe              | Éléna Poincet          | Cofondatrice                                                                                       | Tehtris                                                              |
| 2022    | Margaret Entrepreneur Afrique             | Ariane Akeret          | Cofondatrice                                                                                       | CA Pay                                                               |
| 2022    | Margaret Intrapreneur Europe              | Sue Black              | Professeur d'informatique Durham Université                                                        |                                                                      |
| 2022    | Margaret Intrapreneur Afrique             | Cléo Ngokoudi          | Directrice Finance                                                                                 | Anka                                                                 |
| 2022    | Margaret Junior Europe                    | Allyah Semiai          | 14 ans - projet Mission                                                                            |                                                                      |
| 2022    | Margaret Junior Afrique                   | Malebina Tsotsotso     | 15 ans - projet Mtutor                                                                             |                                                                      |
| 2022    | Coup de coeur du jury                     | Shamim Nabuuma Kaliisa | Fondatrice                                                                                         | Chil AI Lab                                                          |
| 2023    | Margaret Entrepreneur Europe              | Maryne Cotty-Eslous    | Cofondatrice                                                                                       | Lucine                                                               |
| 2023    | Margaret Entrepreneur Afrique             | Nelly Chatué Diop      | Cofondatrice                                                                                       | Ejara                                                                |
| 2023    | Margaret Intrapreneur Europe              | Hakima Berdouz         | Ingénieure-Chercheure                                                                              | Commissariat à l'énergie atomique et aux énergies alternatives (CEA) |
| 2023    | Margaret Intrapreneur Afrique             | Rhoda Oduro            | Responsable développement et opérations                                                            | Developers in Vogue                                                  |
| 2023    | Margaret Junior Europe                    | Inaya Yoga             | 15 ans - projet Youngsess                                                                          |                                                                      |
| 2023    | Margaret Junior Afrique                   | Mélissa Djouka         | 17 ans - projet Immo'Sure                                                                          |                                                                      |
| 2024    | Margaret Entrepreneur Europe              | Eloa Guillotin         | Cofondatrice                                                                                       | Beyond Aero                                                          |
| 2024    | Margaret Entrepreneur Afrique             | Damilola Adeyemi       | Cofondatrice                                                                                       | D-Olivette                                                           |
| 2024    | Margaret Entrepreneur Canada              | Maria Maisuradze       | Fondatrice                                                                                         | ED4S                                                                 |
| 2024    | Margaret Intrapreneur Europe              | Laurence Laplane       | Directrice Impact Investing                                                                        | Amundi                                                               |
| 2024    | Margaret Intrapreneur Afrique             | Aissatou Ami Touré     | Directrice Générale                                                                                | Yassir Sénégal                                                       |
| 2024    | Margaret Junior Europe                    | Apolline Humblot       | 17 ans - projet Ec(h)o                                                                             |                                                                      |
| 2024    | Margaret Junior Afrique                   | Abigail Ifoma          | 16 ans - projet MIA                                                                                |                                                                      |
| 2024    | Coup de coeur des territoires             | Nurra Barry            | Fondatrice                                                                                         | Carbon Saver                                                         |
| 2025    | Margaret Entrepreneur                     | Iris Maréchal          | Cofondatrice                                                                                       | Theremia                                                             |
| 2025    | Margaret Intrapreneur                     | Imane Fard             | Consultante technique                                                                              | IBM                                                                  |
| 2025    | Margaret Junior                           | Aya Aïdouni            | 21 ans - projet Stars Factory                                                                      |                                                                      |

## Fondation Margaret
La 6ème édition de la JFD est marquée par le lancement de la fondation Margaret, qui a pour mission d’augmenter le nombre de femmes dans le numérique et de soutenir leurs projets. La fondation propose des bourses et des formations pour les femmes souhaitant s’orienter dans ces métiers et les sensibilise à l’entrepreneuriat et aux technologies numériques dès le lycée.

## JFD Manifeste
JFD lance en 2019 le JFD Manifeste pour un monde digital inclusif, pour mobiliser les pouvoirs publics et les organisations privées autour de cet enjeu. Le JFD Manifeste recense l'ensemble des initiatives qui accélèrent la parité chez ses signataires, afin d'avoir un panorama d'actions à appliquer.
| Année | Catégorie      | |
| ----- | -------------- | --- |
| 2019  | Entreprise     | Adobe France - Air France - Facebook France - Groupe FDJ - Google France - L'Oréal - Groupe La Poste - Lenovo - Microsoft France - Natixis - Oracle France - Orange France - Total                              |
| 2019  | Association    | Digital Africa - Sommet Afrique-France 2020 |
| 2019  | Pouvoir Public | La Grande Ecole du Numérique |
| 2020  | Entreprise     | Adobe France - Air France - Dentsu Aegis Network - EDF - Facebook France - Groupe FDJ - Google France - L'Oréal - Groupe La Poste - Lenovo - Microsoft France - Natixis - Oracle France - Orange France - Total |
| 2020  | Association    | Digital Africa - Sommet Afrique-France 2020 |
| 2020  | Pouvoir Public | La Grande Ecole du Numérique |

| Prénom          | Nom            | Fonction |
| --------------- | -------------- | --- |
| Frédéric        | Bardeau        | Président, Simplon                                                                                              |
| Susan Elizabeth | Black          | Développeuse et chercheuse, University College of London                                                        |
| Nathalie        | Collin         | Directrice générale adjointe, chargée du numérique et de la communication, Groupe La Poste                      |
| Julie           | Davico-Pahin   | Cofondatrice, Ombrea                                                                                            |
| Laurence        | Devillers      | Professeure en intelligence artificielle, LIMSI-CNRS                                                            |
| Benjamin        | Grange         | Directeur Général, Dentsu Aegis Network                                                                         |
| Momar           | Nguer          | Conseiller Spécial Afrique du PDG du groupe Total                                                               |
| Cédric          | O              | Secrétaire d’État chargé du numérique                                                                           |
| Stéphane        | Pallez         | Présidente directrice générale, Groupe FDJ                                                                      |
| Laure           | De la Raudière | Députée, membre de la commission des affaires économiques                                                       |
| Anne-Marie      | Rocco          | Grand reporter, magazine Challenges                                                                             |
| Delphine        | Remy-Boutang   | CEO the Bureau & JFD, Présidente du GEN France                                                                  |
| Marlène         | Schiappa       | Secrétaire d’État chargée de l’égalité entre les femmes et les hommes et de la lutte contre les discriminations |
| Salwa           | Toko           | Présidente, Conseil national du numérique                                                                       |

## Publication
En octobre 2021, la JFD coédite le livre de Delphine Remy-Boutang : Elles changent le monde. L'ouvrage est constitué des témoignages de 60 femmes européennes, africaines et australiennes actives dans le numérique. Il a pour but de promouvoir ce secteur, de déconstruire les stéréotypes de genre autour de ce secteur et d'encourager les jeunes filles à en faire leur métier,.